# Спасо-Преображенская церковь (Порплище)
Спасо-Преображенская церковь (бел. Спаса-Праабражэнская царква) — православный храм в агрогородке Порплище Докшицкого района, Витебской области Белоруссии, памятник деревянного зодчества. Церковь относится к Докшицкому благочинию Полоцкой и Глубокской епархии Белорусской православной церкви. Входит в Государственный список историко-культурных ценностей Республики Беларусь.

## История
Деревянная униатская Спасо-Преображенская церковь в Порплище была сооружена в 1627 году на средства Франциска и Анны Зебржидовских. Перестроена в 1794 году местным священником Ждановичем и прихожанами, приобретя элементы классицизма. В 1883 году пристроена колокольня.
В годы церковных гонений храм не закрывался. В 1988 году проводился капитальный ремонт здания церкви.
Постановлением Совета Министров Республики Беларусь от 14 мая 2007 года № 578 церковь внесена в Государственный список историко-культурных ценностей Республики Беларусь как историко-культурная ценность республиканского значения (категория 2).
При ремонте Спасо-Преображенской церкви в 2009—2011 годах были покрыты сайдингом башня и купол церкви, а интерьер закрашен масляной краской, что вызвало скандал и обращение в прокуратуру со стороны добровольного общества охраны памятников.

## Архитектура и интерьер

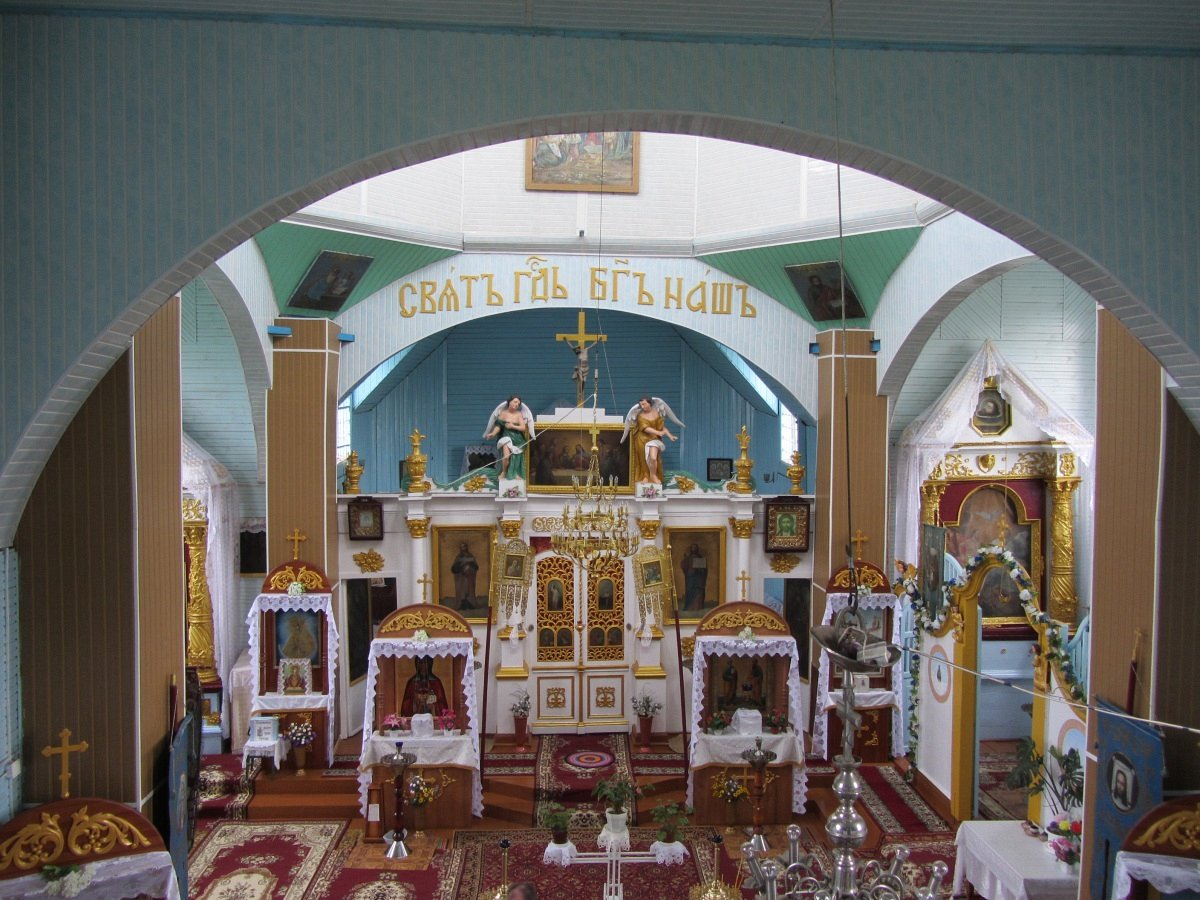
Интерьер церкви

Крестово-купольный храм с планом в виде латинского креста. Все срубы равной высоты и накрыты взаимно перпендикулярными двускатными крышами с треугольными фронтонами на торцах. На средокрестии массивный восьмигранный световой барабан, завершённый гранёным куполом с головкой. Отличительной приметой храма стал наклон главного купола, который виден невооружённым глазом. Стены горизонтально обшиты. Окна прямоугольные. С обеих сторон пятигранного алтарного сруба небольшие прямоугольные в плане ризницы.
В 1883 году к главному фасаду пристроена трехъярусная башня-колокольня с бабинцем в нижнем ярусе, накрытая невысоким четырёхскатным шатром.
Внутри барабан купола опирается на арки с парусами. От старой церкви уцелели фрагменты резного иконостаса XVII века. Хоры расположены в основном объёме. В интерьере сохранились фрагменты резного деревянного алтаря XVII века, которые использованы при оформлении уцелевших до сих пор иконостаса и киотов. Резьба иконостаса выполнена в технике низкого рельефа: вариации растительных побегов с букетами цветов и плодов, головок ангелов, женских фигур. В иконостасе есть ценные иконы XVIII—XIX веков. Резьбой покрыты плоскости филёнок, колонны и обрамления киотов.